# Between Love and Past
Between Love and Past (em árabe بين الماضي والحب) é uma telenovela emiradense produzida e exibida pela MBC 1 entre 21 de janeiro e 12 de maio de 2012, em 85 capítulos. Escrita por Daniel Ortiz, com tradução para a língua árabe de Arad Ahmed e Kholoud Alnajjar, sob direção geral de Aref Al-Taweel. É a primeira telenovela produzida nos Emirados Árabes Unidos e exibida para os sete países da Península Arábica, uma vez que a MBC 1 produz conteúdo para toda a região.
Conta com Shahd El Yaseen, Hamad Al Omani, Nawaf Al-Najem e Malak nos papeis principais.

## Produção
Em 2008 Daniel Ortiz se mudou para Dubai ao ser convidado pela MBC 1 para escrever o que seria a primeira telenovela dos Emirados Árabes Unidos após uma sequência de séries bem sucedidas produzidas pelo país. Daniel entregou todos os capítulos escritos completos naquele ano, porém atrasos na produção fizeram com que a trama fosse gravada apenas entre 2010 e 2011 e exibida entre 21 de janeiro e 12 de maio de 2012, quando o autor já não morava mais no país.
Pela MBC 1 ser uma emissora que não pertence à um só país, mas sim a Península Arábica inteira , a obra foi exibida simultaneamente nos Emirados Árabes Unidos, Arábia Saudita, Bahrein, Iêmen, Omã, Catar e Kuwait – de onde são a maioria dos atores – além de Iraque e da Jordânia.

## Enredo
Layla (Shahd El Yaseen) é uma jovem moderna, independente e bem sucedida que nasceu no Kuwait e se mudou ainda bebê com sua mãe para Londres, Reino Unido, crescendo sem nunca ter conhecido o pai ou outros familiares. Quando sua mãe morre, ela descobre cartas do pai dizendo que gostaria de conhecê-la, entre outros documentos que revelam que ele poderia estar envolvido em crimes contra sua família materna, que obrigaram a matriarca a fugir do país. 
Disposta a descobrir quem realmente é seu pai – um homem bom e injustiçado ou um criminoso – e desvendar os segredos do passado, ela viaja para o Kuwait, onde acaba vivendo um triângulo amoroso entre o sedutor Jassimm (Nawaf Al-Najem) e o tímido e romântico Walid (Hamad Al Omani), revoltando a namorada dele, Buthaina (Malak), disposta a tudo para tirar a rival do caminho, uma vez que planeja aplicar um golpe-do-baú no rapaz.

## Elenco
| Ator/Atriz            | Personagem      |
| --------------------- | --------------- |
| Shahd El Yaseen       | Layla Al-Masi   |
| Hamad Al Omani        | Walid Abu       |
| Nawaf Al-Najem        | Jassim          |
| Malak                 | Buthaina        |
| Abdel Imam Abdullah   | Badr Abu        |
| Souad T. Ali          | Rania Abu       |
| Jassim Al-Nabhan      | Khaled          |
| Najwa Al-Kubaisi      | Hoda            |
| Ibtisam Abdullah      | Maryam          |
| Mashael Al-Zankawi    | Marwa           |
| Ibrahim Al-Harbi      | Sultão Bu Saleh |
| Basem Abd Alameer     | Khalil          |
| Amal Al Anbary        | Yasmine         |
| Abdullah Altalhi      | Rachid          |
| Shafiqa Yousef        | Umm             |
| Maram Al Balushi      | Fatma           |
| Sonia Al-Ali          | Jumna           |
| Saud Alkhalaf         | Ibrahim Barik   |
| Amal Abbas            | Srª. Barik      |
| Mohamed Asiri         | Abdallah        |
| Abdullah Bahman       | Salem           |
| Latefa Mogren         | Aisha           |
| Abdulmohsen Al-Qaffas | Mohammed        |
| Sally Al Qady         | Latifa          |
| Ali Mohsen            | Jamil           |
| Muhammad Muslim       | Tariq           |
| Talal Basim           | Saud            |

### Participações especiais
| Ator/Atriz    | Personagem    |
| ------------- | ------------- |
| Basima Hamada | Salwa Al-Masi |